# Фарнам (Небраска)
Фарнам (англ. Farnam) — селище (англ. village) в США, в окрузі Доусон штату Небраска. Населення — 182 особи (2020).

## Географія
Фарнам розташований за координатами 40°42′23″ пн. ш. 100°12′56″ зх. д. / 40.70639° пн. ш. 100.21556° зх. д. (40.706496, -100.215492).  За даними Бюро перепису населення США в 2010 році селище мало площу 1,74 км², уся площа — суходіл.

## Демографія
Згідно з переписом 2010 року, у селищі мешкала 171 особа в 74 домогосподарствах у складі 48 родин. Густота населення становила 98 осіб/км².  Було 100 помешкань (57/км²).
Расовий склад населення:
| - 91,8 % — білих - 3,5 % — вихідців з тихоокеанських островів - 0,6 % — корінних американців - 2,9 % — осіб інших рас |

До двох чи більше рас належало 1,2 %. Частка іспаномовних становила 8,8 % від усіх жителів.
За віковим діапазоном населення розподілялося таким чином: 22,8 % — особи молодші 18 років, 55,0 % — особи у віці 18—64 років, 22,2 % — особи у віці 65 років та старші. Медіана віку мешканця становила 46,8 року. На 100 осіб жіночої статі у селищі припадало 90,0 чоловіків;  на 100 жінок у віці від 18 років та старших — 85,9 чоловіків також старших 18 років.
Середній дохід на одне домашнє господарство  становив 49 146 доларів США (медіана — 43 125), а середній дохід на одну сім'ю — 58 460 доларів (медіана — 55 833). За межею бідності перебувало 11,8 % осіб, у тому числі 10,6 % дітей у віці до 18 років та 14,8 % осіб у віці 65 років та старших.
Цивільне працевлаштоване населення становило 120 осіб. Основні галузі зайнятості: освіта, охорона здоров'я та соціальна допомога — 30,0 %, оптова торгівля — 11,7 %, сільське господарство, лісництво, риболовля — 11,7 %.